# Paproccy herbu Ogończyk
Paproccy herbu Ogończyk – polski ród szlachecki wywodzący się z ziemi chełmińskiej.

Gniazdem rodziny była ziemia dobrzyńska. Najstarsze informacje o rodzinie pochodzą z około 1600 roku kiedy Arnolf Paprocki, pochodzący z ziemi dobrzyńskiej, z powiatu rypińskiego, syn Mikołaja Paprockiego i Katarzyny Babeckiej herbu Lubicz, poślubił Elżbietę Gajewską dziedziczkę na Chełmoniu (wieś niedaleko Kowalewa) w ziemi chełmińskiej.   
Potomkowie rodu zamieszkali też w ziemi sochaczewskiej. Od około 1710 roku byli dziedzicami Żelazowej Woli. Majątek sprzedano po prawie stu latach rodzinie hrabiów Skarbków. W oficynie domu Skarbków a przedtem Paprockich urodził się Fryderyk Chopin.